# Brasityphis
Brasityphis is een geslacht van weekdieren uit de klasse van de Gastropoda (slakken).

## Soort
- Brasityphis barrosi Absalão & Santos, 2003